# Moè di Laste
Moè di Laste is een plaats (frazione) in de Italiaanse gemeente Rocca Pietore, provincie Belluno.